# 西刘站
西刘站是一个沈山线上的铁路车站，位于辽宁省黑山县大虎山镇，建于1931年，目前为五等站，邮政编码为121406。目前客运：办理旅客乘降；不办理行李、包裹托运；不办理货运营业。